# Dumbrava de Jos, Hunedoara

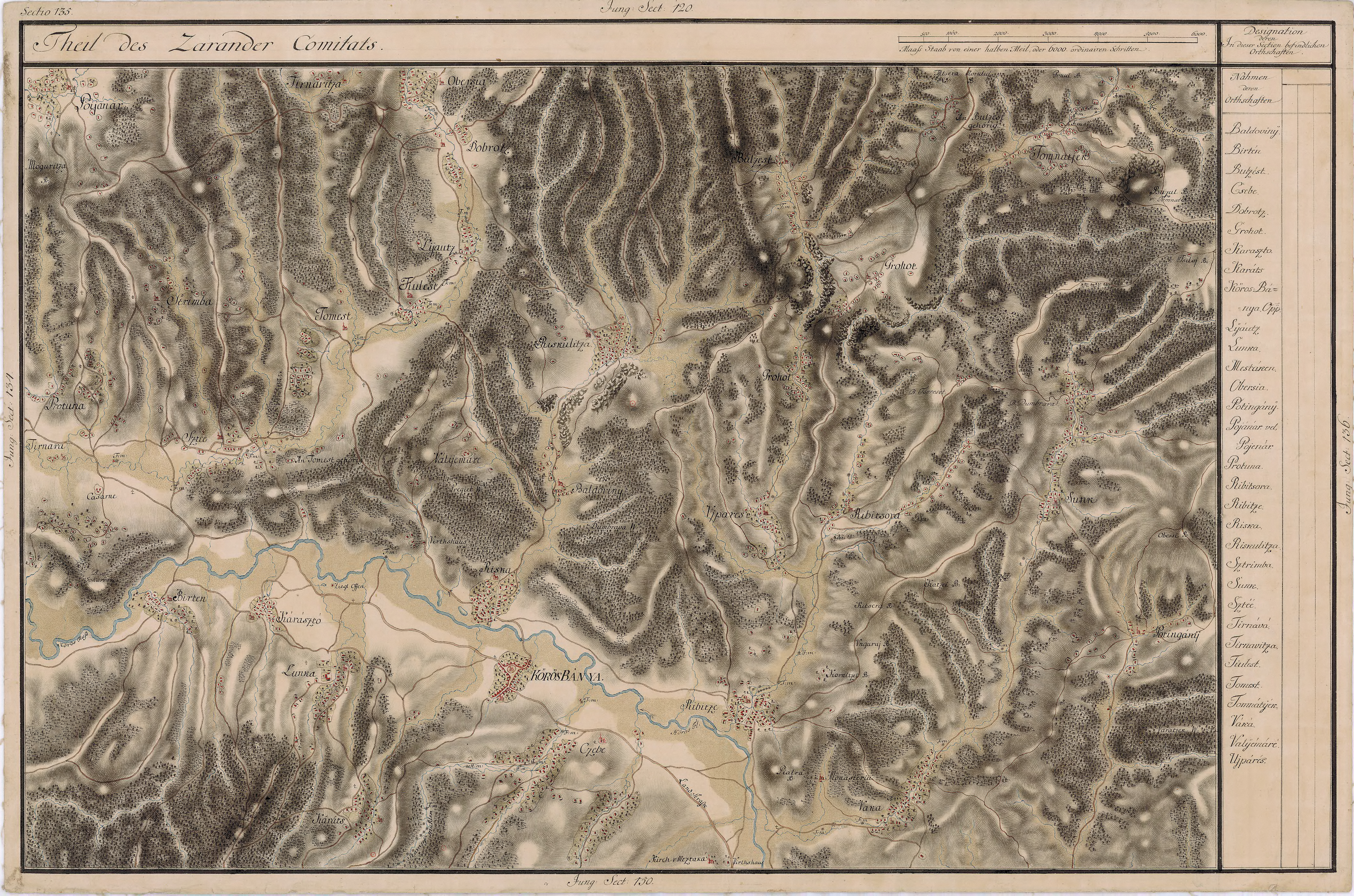
Dumbrava de Jos în Harta Iosefină a Transilvaniei, 1769-73

Dumbrava de Jos este un sat în comuna Ribița din județul Hunedoara, Transilvania, România.

## Monumente istorice
- Biserica de lemn „Adormirea Maicii Domnului”